# Peter Barsocchini
Peter Barsocchini é um ganhador do prêmio Emmy, produtor e escritor, mais conhecido pelo seu trabalho na popular linha da Disney High School Musical.

## Filmografia (escritor)
High School Musical 4: East Meets West (2009)
Lock and Roll Forever (2008)
High School Musical 3: Senior Year (2008)
High School Musical 2 (2007)
High School Musical (2006)
Shadow-Ops (1995)
Drop Zone (1994)
Dance Fever (1986)

## Filmografia (produtor)
Shadow-Ops (1995)
The Merv Griffin Show